# Komturei Bergen

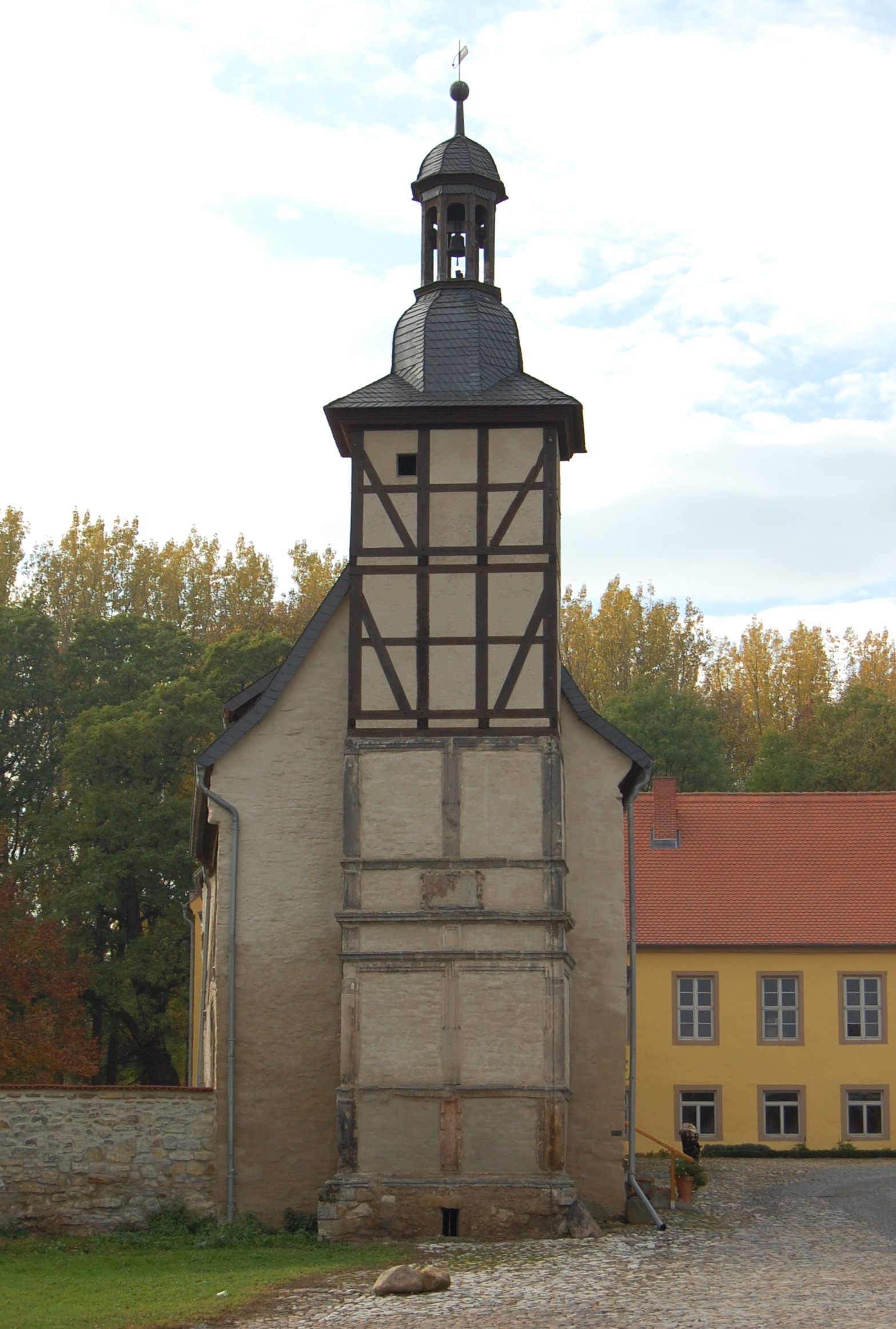
Turm an der Ostseite des von Lossow erbauten Wohnhauses

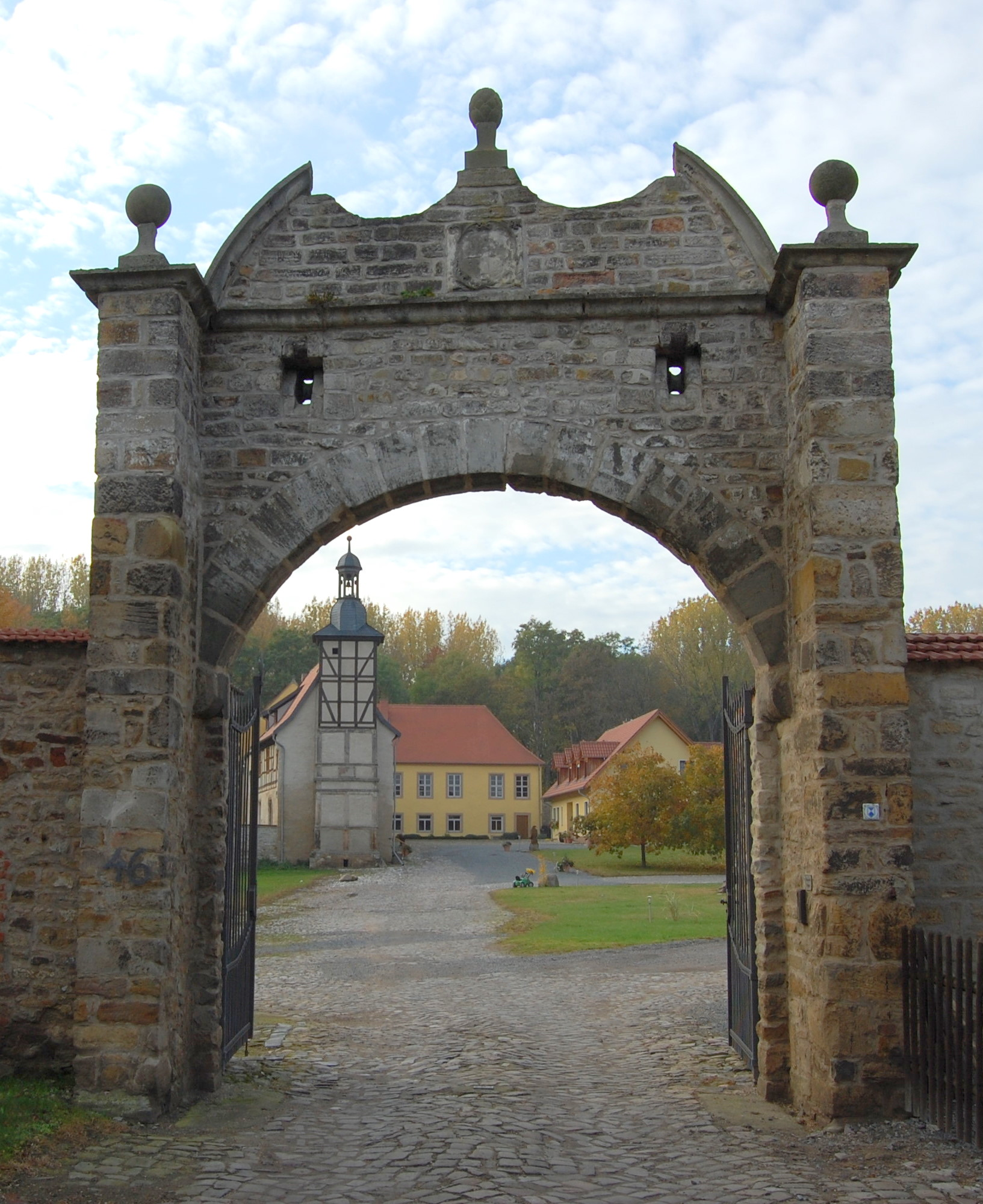
Eingangsportal

Die Komturei Bergen ist ein Gutshof im zur Stadt Wanzleben-Börde gehörenden Dorf Bergen.

## Geschichte
Das Gut im schon zuvor bestehenden Dorf Bergen gelangte 1272, nach anderen Angaben 1285, in den Besitz des Deutschen Ordens, der hier eine Komturei anlegte. Ab 1570 lebte Hans von Lossow als Komtur hier. Während des Dreißigjährigen Kriegs war das Gut zeitweise schwedisch, kam dann aber wieder in den Besitz des Ordens. Der Orden blieb bis 1806 Eigentümer. Nach wechselnden Besitzern gehörte das Gut ab der Zeit um 1900 den Zuckerfabrikanten Rabbethge. Auch heute ist der Gutshof in Privatbesitz.

## Architektur
Der große Gutshof ist von einer Mauer umgeben. Der Zugang vom Dorf her erfolgt durch ein vermutlich im 18. Jahrhundert entstandenes Portal. Ältester noch erhaltener Teil der Gutsanlage ist die spätromanisch/frühgotische Gutskapelle Bergen. 
Unmittelbar östlich der Kapelle schließt sich ein zweigeschossiges, unterkellertes Gebäude an. Das Obergeschoss ist in Fachwerkbauweise errichtet. Das Haus wurde von Hans von Lochow als Wohngebäude des Komturs errichtet. Markant ist der auf der Ostseite des Hauses errichtete Turm. Hierbei handelte es sich ursprünglich um einen Erker, der um zwei Fachwerkgeschoss erhöht und mit einer kleinen Laterne bekrönt wurde. Eine Inschrift verweist auf das Jahr 1586.

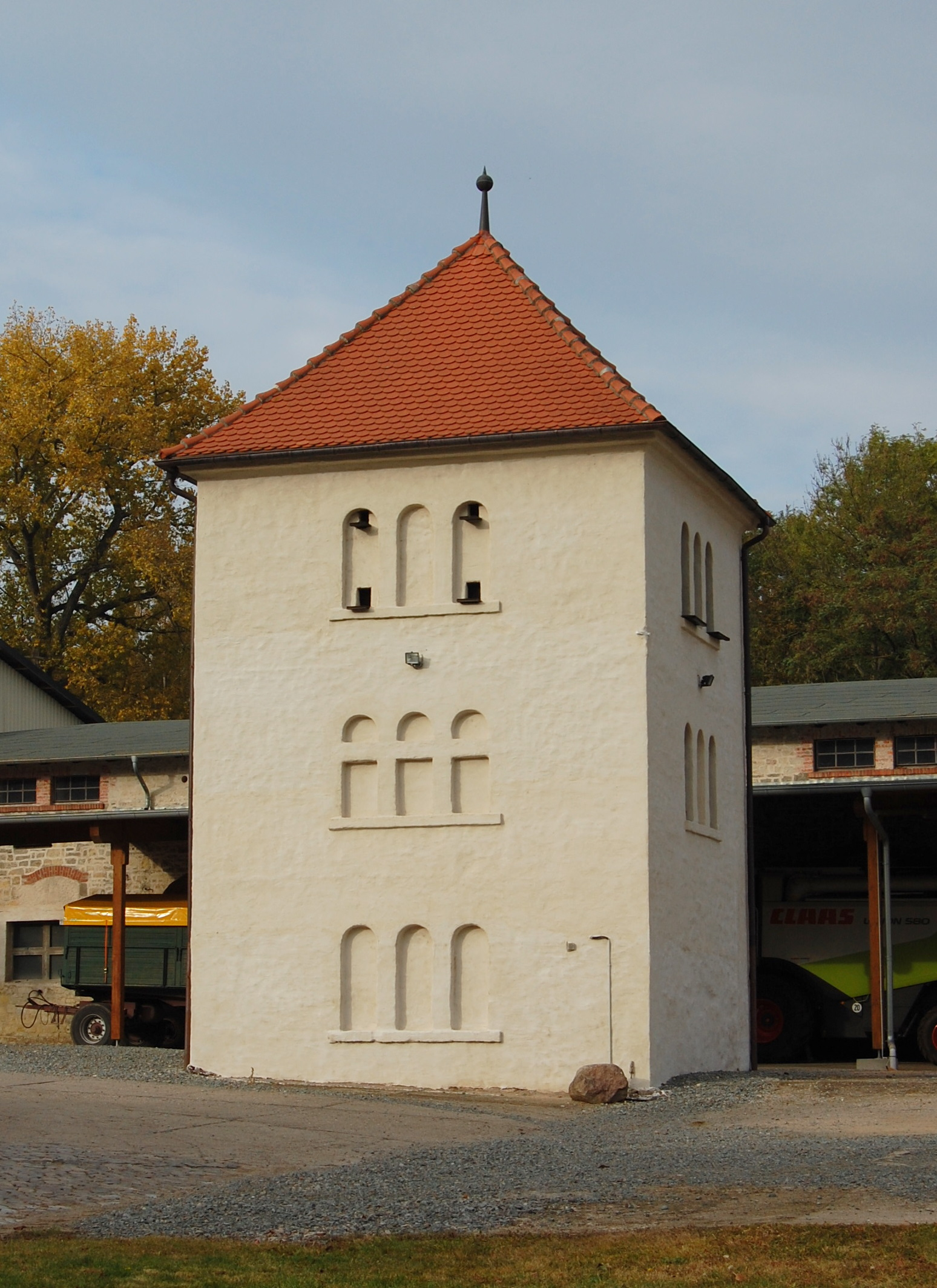
Taubenturm von 1843

Westlich an die Kapelle schließt sich ein zweistöckiges, zweiflügliges Wohnhaus aus dem 18. Jahrhundert im Stil des Barock an. Über einer Tür des südlichen Flügels befindet sich ein auf das Jahr 1579 datierte Tafel. Sie zeigt das von Engeln gehaltene Wappen des Hans von Lossow. Die Tafel stammt vermutlich von einem Vorgängerbau.
Der sehr großzügige Hof war ursprünglich von diversen Wirtschaftsgebäuden bestanden. Die in ihrem Kern aus der Zeit um 1600 stammenden Bauten wie Scheunen und Ställe an der Südseite, waren mehrfach umgebaut und letztlich in den letzten Jahrzehnten des 20. Jahrhunderts abgerissen worden. Auf der Nordseite blieben Wirtschaftsgebäude aus dem 19. Jahrhundert erhalten. In diesem Bereich dominiert der 1843 errichtete mächtige Taubenturm.